# Monte d'Oro
Monte d'Oro (korsikansk: Monte d'Oru) er et markant bjerg midt på Korsika på 2.389 meter. Det ligger tæt på Vizzavona, det højeste pas på togturen mellem Ajaccio og Bastia. Bjerget kan bestiges på en dagsvandring med udgangspunkt fra Vizzavone. En god idé er at gå nord om bjerget op og følge de gule markeringer til toppen, hvor der skal klatres lidt. Nedad følges de gule markeringer til stien møder GR20. GR20 følges tilbage til Vizzavona, hvor de berømte Cascade des Anglais passeres.